# Photedes captiunculoides
Photedes captiunculoides là một loài bướm đêm trong họ Noctuidae.